# عملية فانتاج
عملية فإنتاج (بالإنجليزية: Operation Vantage)‏ هي عملية عسكرية نفذتها القوات البريطانية في 1 يوليو 1961 لدعم القوات الكويتية أمام مطالبات رئيس الوزراء العراقي العراق عبد الكريم قاسم إبان الأزمة العراقية الكويتية عام 1961 اشتركت في عملية فإنتاج قطاعات سلاح الجو الملكي والبحرية الملكية وقوات الجيش البريطاني واستمر بقاء القوات البريطانية حتى 19 أكتوبر حيث حلت محلها قوات عربية من السعودية والسودان والأردن والجمهورية العربية المتحدة بتنسيق من جامعة الدول العربية وبعده جاء الاعتراف العراقي بالكويت سنة 1963 م.